# Nephrotoma mambila
Nephrotoma mambila är en tvåvingeart som beskrevs av Alexander 1976. Nephrotoma mambila ingår i släktet Nephrotoma och familjen storharkrankar.
Artens utbredningsområde är Nigeria. Inga underarter finns listade i Catalogue of Life.